# Horodłowice
Horodłowice – dawna wieś, obecnie na terenie Ukrainy, rejonu czerwonogrodzkirgo obwodu lwowskiego. Leżała tuż na północ od Ulwówka, w pobliżu Bugu.
Pod koniec XIX w. orne pola nosiły nazwę Kopanie.
W II Rzeczypospolitej do 1934 samodzielna gmina jednostkowa. Następnie należała do zbiorowej wiejskiej gminy Skomorochy w powiecie sokalskim w woj. lwowskim.
W związku z poprowadzeniem nowej granicy państwowej na Bugu, 4 lewobrzeżne wsie (Cieląż, Horodłowice, Pieczygóry i Ulwówek) z gminy Skomorochy pozostały po wojnie w Polsce. Pozostała, główna część gminy, znalazła się w ZSRR, przez co polskie wsie przyłączono do sąsiedniej gminy Chorobrów, która po wojnie weszła w skład powiatu hrubieszowskigo w woj. lubelskim. W 1951 roku wieś wraz z niemal całym obszarem gminy Chorobrów została przyłączona do Związku Radzieckiego w ramach umowy o zamianie granic z 1951 roku.